# A' Chràlaig
A' Chràlaig är ett berg i Storbritannien.   Det ligger i kommunen Highland och riksdelen Skottland, i den nordvästra delen av landet, 700 km nordväst om huvudstaden London. Toppen på A' Chràlaig är 1 120 meter över havet.
Terrängen runt A' Chràlaig är huvudsakligen kuperad. Trakten runt A' Chràlaig är nära nog obefolkad, med mindre än två invånare per kvadratkilometer. Trakten runt A' Chràlaig består i huvudsak av gräsmarker.